# Schutzbach
Schutzbach là một đô thị thuộc huyện Altenkirchen, trong bang Rheinland-Pfalz, phía tây nước Đức. Đô thị Schutzbach có diện tích 1,26 km², dân số thời điểm ngày 31 tháng 12 năm 2006 là 448 người.